# Episodi de Gli uomini della prateria (quarta stagione)
La quarta stagione della serie televisiva Gli uomini della prateria è andata in onda negli Stati Uniti dal 29 settembre 1961 al 18 maggio 1962 sulla CBS.
| nº | Titolo originale            | Prima TV USA      | Titolo italiano | Prima TV Italia |
| -- | --------------------------- | ----------------- | --------------- | --------------- |
| 1  | Rio Salado                  | 29 settembre 1961 |                 |                 |
| 2  | Sendoff                     | 2 ottobre 1961    |                 |                 |
| 3  | Long Shakedown              | 13 ottobre 1961   |                 |                 |
| 4  | Judgement at Hondo Seco     | 20 ottobre 1961   |                 |                 |
| 5  | Lost Tribe                  | 27 ottobre 1961   |                 |                 |
| 6  | Inside Man                  | 3 novembre 1961   |                 |                 |
| 7  | Black Sheep                 | 10 novembre 1961  |                 |                 |
| 8  | Prairie Elephant            | 17 novembre 1961  |                 |                 |
| 9  | The Little Fishes           | 24 novembre 1961  |                 |                 |
| 10 | The Blue Spy                | 8 dicembre 1961   |                 |                 |
| 11 | Gentleman's Gentleman       | 15 dicembre 1961  |                 |                 |
| 12 | Twenty-Five Santa Clauses   | 22 dicembre 1961  |                 |                 |
| 13 | The Long Count              | 5 gennaio 1962    |                 |                 |
| 14 | The Captain's Wife          | 12 gennaio 1962   |                 |                 |
| 15 | Peddler                     | 19 gennaio 1962   |                 |                 |
| 16 | Woman Trap                  | 26 gennaio 1962   |                 |                 |
| 17 | Bosses' Daughter            | 2 febbraio 1962   |                 |                 |
| 18 | The Deserters' Patrol       | 9 febbraio 1962   |                 |                 |
| 19 | The Greedy Town             | 16 febbraio 1962  |                 |                 |
| 20 | Grandma's Money             | 23 febbraio 1962  |                 |                 |
| 21 | The Pitchwagon              | 2 marzo 1962      |                 |                 |
| 22 | Hostage Child               | 9 marzo 1962      |                 |                 |
| 23 | The Immigrants              | 16 marzo 1962     |                 |                 |
| 24 | The Child - Woman           | 23 marzo 1962     |                 |                 |
| 25 | A Woman's Place             | 30 marzo 1962     |                 |                 |
| 26 | Reunion                     | 6 aprile 1962     |                 |                 |
| 27 | The House of the Hunter     | 20 aprile 1962    |                 |                 |
| 28 | Gold Fever                  | 4 maggio 1962     |                 |                 |
| 29 | The Devil and the Deep Blue | 11 maggio 1962    |                 |                 |
| 30 | Abilene                     | 18 maggio 1962    |                 |                 |

## Rio Salado
- Prima televisiva: 29 settembre 1961
- Diretto da: Ted Post
- Scritto da: John Dunkel

### Trama
- Guest star: Bert Remsen (Murdock), Alex Montoya (Segundo), Tyler McVey (Destrie), Michael Davis (ragazzo messicano), Tom Tully (Dan Yates), Edward Andrews (Ben Andrews), Carlos Romero (Antonio Marcos), Jan Arvan (Don Andres Marcos), John Pickard (sceriffo), Don C. Harvey (Collins), Kenneth R. MacDonald (barista), Penny Santon (servo)

## Sendoff
- Prima televisiva: 2 ottobre 1961
- Diretto da: George Templeton
- Scritto da: John Dunkel

### Trama
- Guest star: Stacy Harris (sceriffo), Lillian Bronson (Mrs. Lefevre), Charles Tanner (Rep.), Edward Colmans (Padre), Darren McGavin (Jed Hadley), Claude Akins (Karse), John Hart (Rep One), Guy Teague (Stitch)

## Long Shakedown
- Prima televisiva: 13 ottobre 1961
- Diretto da: Justus Addiss
- Scritto da: Albert Aley

### Trama
- Guest star: Edward Faulkner (Lobey), Skip Homeier (Jess Clayton), Kelly Dobson (conducente), Lew Gallo (Haskell), Jay Douglas (Frank)

## Judgement at Hondo Seco
- Prima televisiva: 20 ottobre 1961
- Diretto da: Perry Lafferty
- Soggetto di: John Dunkel, Louis Vittes

### Trama
- Guest star: Kathie Browne (Lily), Dick Wessel (Barker), Robert Bice (Bentley), Tom Greenway (sceriffo), Ralph Bellamy (giudice Quince), Anne Whitfield (Joanna Quince), Burt Douglas (Brad Lyons), Robert Donner (Billings), Roy Barcroft (Casey), Ray Teal (Hennigen), Jean Inness (Hattie), George Petrie (vicesceriffo)

## Lost Tribe
- Prima televisiva: 27 ottobre 1961
- Diretto da: George Templeton
- Scritto da: John Dunkel

### Trama
- Guest star: Elizabeth Furedi (Moonstone), Bob Swimmer (Mobey), Abraham Sofaer (Little Hawk), Sonya Wilde (White Deer), John Hart (sceriffo), Larry Chance (Two Eagles)

## Inside Man
- Prima televisiva: 3 novembre 1961
- Diretto da: George Templeton
- Scritto da: Albert Aley

### Trama
- Guest star: Lane Bradford (Baines), Anne Helm (Shelia Brewster), Don C. Harvey (Collins), Chris Alcaide (Craddock), John Cole (Bailey)

## Black Sheep
- Prima televisiva: 10 novembre 1961
- Diretto da: Anton Leader
- Soggetto di: Jack Curtis

### Trama
- Guest star: Clarke Gordon (Cousin Just Stone), Fred Graham (barista), Hardie Albright (Veteranarian), James Anderson (sceriffo), Richard Basehart (Tod Stone), Hal Baylor (Pool Player), Will Wright (nonno)

## Prairie Elephant
- Prima televisiva: 17 novembre 1961
- Diretto da: Robert L. Friend
- Scritto da: Louis Vittes, Walter Wagner

### Trama
- Guest star: Lawrence Dobkin (Pascal), Billy Barty (Shorty), Laurie Mitchell (Rosette), Mickey Morton (Orlando), Maxine Gates (signora grassa), Gloria Talbott (Jenny), Britt Lomond (Dario)

## The Little Fishes
- Prima televisiva: 24 novembre 1961
- Diretto da: Justus Addiss
- Scritto da: Charles Larson

### Trama
- Guest star: Leake Bevil (Ernie Nardoni), Phyllis Coates (Elizabeth Gwynn), Burgess Meredith (Tom Gwynn), Russ Bender (Gilmore), Don C. Harvey (Morgan), Richard Reeves (Higgins), Richard Webb (Paul Morgan)

## The Blue Spy
- Prima televisiva: 8 dicembre 1961
- Diretto da: Sobey Martin
- Soggetto di: Warren Douglas

### Trama
- Guest star: Charles Aidman (Bert Pearson), George D. Wallace (Brady), Guy Cain (McCann), Phyllis Thaxter (Pauline Cushman), John Cole (Bailey), Harry Lauter (Kiirby), Red Parton (Callaway), Lyle Bettger (Dan Madox)

## Gentleman's Gentleman
- Prima televisiva: 15 dicembre 1961
- Diretto da: Sobey Martin
- Scritto da: Robert Lees

### Trama
- Guest star: Lane Chandler (sceriffo), Paul Barselou (Mr. Whimple), Jean Harvey (donna), Tim Graham (stalliere), Brian Aherne (Woolsey), Sheila Bromley (Lydia), John Sutton (Lord Ashton), Richard Shannon (Buffalo Bob Driscoll), Russell Thorson (sindaco Thurman Osgood), Kathryn Card (Mrs. Emily Osgood), Jay Silverheels (Pawnee Joe), Mark Slade (facchino), Elizabeth Furedi (donna)

## Twenty-Five Santa Clauses
- Prima televisiva: 22 dicembre 1961
- Diretto da: Robert L. Friend
- Scritto da: Charles Larson

### Trama
- Guest star: Rafael López (Danny), John Hart (Narbo), Theodore Newton (dottore), Anne Seymour (Mag Bateman), Ed Wynn (Bateman), Guy Cain (McCann)

## The Long Count
- Prima televisiva: 5 gennaio 1962
- Diretto da: Jesse Hibbs
- Scritto da: Albert Aley

### Trama
- Guest star: Robert Cornthwaite (Martin Gidwell), Bethel Leslie (Martha Hastings), Harry Shannon (sceriffo), Kevin Hagen (Jess Cain), Jack Boyle (barbiere), Allegra Veron (moglie di Manuel), Vito Scotti (Manuel), Charles Maxwell (Staley), Cheerio Meredith (anziana)

## The Captain's Wife
- Prima televisiva: 12 gennaio 1962
- Diretto da: Tay Garnett
- Scritto da: John Dunkel

### Trama
- Guest star: Ross Ford (tenente), Bill Walker (Sandy), Val Benedict (Sick Soldier), Mary Carroll (Laundress), Barbara Stanwyck (Nora Holloway), Don C. Harvey (Collins), John Hart (Narbo), Nestor Paiva (Haggerty), John Howard (Jim), Robert Lowery (capitano Holloway), Jerry Rush (soldato ferito)

## Peddler
- Prima televisiva: 19 gennaio 1962
- Diretto da: László Benedek
- Scritto da: Charles Larson

### Trama
- Guest star: I. Stanford Jolley (custode), George Kennedy (George Wales), Hal John Norman (Mumush), Don Beddoe (Hood), Vitina Marcus (Wahkshum), Shelley Berman (Mendel J. Sorkin), William Tannen (sceriffo)

## Woman Trap
- Prima televisiva: 26 gennaio 1962
- Diretto da: George Templeton
- Scritto da: Buckley Angell

### Trama
- Guest star: Dorothy Dells (Jane), Carol Bryon (Maggie), Gene Damion (Meyers), Carole Kent (Sally), Maria Palmer (Emily), Alan Hale, Jr. (capo carovana), Ray Montgomery (tenente K), Rayford Barnes (Gribb), Robert Gist (Harleck), Karen Steele (Dolly LeMoyne), Marion Ross (Flora), Jim Calente (guardia)

## Bosses' Daughter
- Prima televisiva: 2 febbraio 1962
- Diretto da: Sobey Martin
- Scritto da: Albert Aley

### Trama
- Guest star: Harry Fleer (Art Durgin), Candy Moore (Gillian Favor), Vicki Raaf (Hostess), Byron Morrow (sceriffo Crowell), Paul Richards (Vance Caldwell), Dorothy Green (Eleanor Bradley), Barbara Beaird (Maggie Favor), Boyd 'Red' Morgan (mandriano)

## The Deserters' Patrol
- Prima televisiva: 9 febbraio 1962
- Diretto da: Andrew V. McLaglen
- Scritto da: Louis Vittes

### Trama
- Guest star: Hal Needham (caporale Williams), William White (Davis), Bob Duggan (Sargeant Regan), Barnaby Hale (sentinella), Edward Faulkner (Rutledge), Don Megowan (caporale Cochran), Jock Gaynor (Ogalia), Russ Conway (colonnello Hiller), Russell Arms (Marshal), Robert Dix (Kano), Dan Stafford (Henderson), Conlan Carter (Baines), Eugène Martin (Acoma), Harry Carey, Jr. (Walsh)

## The Greedy Town
- Prima televisiva: 16 febbraio 1962
- Diretto da: Murray Golden
- Soggetto di: Louis Lantz

### Trama
- Guest star: William Phipps (Floyd Peters), Addison Richards (giudice Wainwright), Dean Fredericks (Jed Harvey), Ross Elliott (Bix Thompson), Mercedes McCambridge (Ada Randolph), Jim Davis (sceriffo Sam Jason), Diana Millay (Honey Lassiter), J. Pat O'Malley (George Emory), Kathleen Freeman (Mrs. Beamish), Chuck Hicks (Billy), Fred Lerner (Lon), Roy Glenn (Joshua), Jim Calante (tuttofare)

## Grandma's Money
- Prima televisiva: 23 febbraio 1962
- Diretto da: Sobey Martin
- Scritto da: Robert Lees

### Trama
- Guest star: Norman Leavitt (vice), Frank Maxwell (sceriffo), Thomas Browne Henry (dottore), Josephine Hutchinson (Abigail Briggs), James Gavin (Hank Higgins), Olan Soule (impiegato dell'hotel), Harry Ellerbe (Asa Simms), Gayla Graves (Melanie Agee), Mason Curry (stalliere), Carolyn Daniels (Jane), Everett Glass (Pop), Roy Wright (barista), Frank Wilcox (colonnello Agee), Dan White (Elkrifle Sheriff), Jonathan Hole (Otis Lames)

## The Pitchwagon
- Prima televisiva: 2 marzo 1962
- Diretto da: Sobey Martin
- Soggetto di: Wilton Schiller

### Trama
- Guest star: Bud Osborne (Mine Owner), Larry Kent Litton (croupier), Joe Brooks (Heckler), Gail Bonney (Woman Customer), Buddy Ebsen (George Stimson), John Hart (Narbo), Jack Elam (Turkey Creek Jackson), Joan O'Brien (Melinda Stimsom), Hugh Marlowe (Sam Garner), George Hickman (ubriaco), Ralph Ford (Frank Miller), Russell Trent (conducente), Eddie Foster (Hugo Fuller), Clancy Cooper (Logan), Dan Grayam (Little Billy Connor)

## Hostage Child
- Prima televisiva: 9 marzo 1962
- Diretto da: Harmon Jones
- Scritto da: Ric Hardman

### Trama
- Guest star: Jimmy Baird (Arnee), Ed Kemmer (maggiore Harper), Alan Reynolds (Gary), Naomi Stevens (Maria), James Coburn (colonnello Briscoe), Debra Paget (Azuela Briscoe), Joe Brooks (sentinella)

## The Immigrants
- Prima televisiva: 16 marzo 1962
- Diretto da: Tay Garnett
- Scritto da: Elliott Arnold

### Trama
- Guest star: Robert Boon (Siegfried), Maria Palmer (Elsa), John Mauldin (Karl), Don Hight (Rogers), John van Dreelen (Ulrich), Jim Calante (Hans)

## The Child - Woman
- Prima televisiva: 23 marzo 1962
- Diretto da: Murray Golden
- Soggetto di: Carey Wilber

### Trama
- Guest star: Julian Burton (Harrick), John Hart (Narbo), George Barrows (Walsh), Coke Willis (uomo al bar), Cesar Romero (Big Tim Sloan), Jena Engstrom (Posie Mushgrove), Dorothy Morris (Laverne Mushgrove), Dick Winslow (suonatore piano)

## A Woman's Place
- Prima televisiva: 30 marzo 1962
- Diretto da: Justus Addiss
- Scritto da: Eric Fleming, Chris Miller

### Trama
- Guest star: John Alwin (delinquente), John Close (delinquente), Regis Parton (vice), Alex Barringer (Bobby James), Gail Kobe (dottor Louise Amadon), Jacques Aubuchon (Professor Daniel Pearson), Mala Powers (Loretta Opel), Eduard Franz (sindaco Arnold Opel), Charles Maxwell (sceriffo Barker), Herbert Patterson (Harve Carter), Robert Williams (Robert James), Marilee Phelps (Mrs. James), Mark Tanny (vicesceriffo)

## Reunion
- Prima televisiva: 6 aprile 1962
- Diretto da: Sobey Martin
- Scritto da: Elliott Arnold

### Trama
- Guest star: Eugene Iglesias (Wild Horse), Anthony Caruso (Grey Hawk), William Wellman, Jr. (sergente Bennett), Judson Pratt (sergente Morgan), Walter Pidgeon (generale Augustus Perry), John Hart (Narbo), Darryl Hickman (tenente Matthew Perry), Guy Cain (Manning)

## The House of the Hunter
- Prima televisiva: 20 aprile 1962
- Diretto da: Tay Garnett
- Scritto da: Louis Vittes

### Trama
- Guest star: Lane Bradford (George Ash), Peter Adams (Burt Wells), Hal John Norman (Walker), Harry Shannon (Kilo), Robert F. Simon (Mackie), Rosemary DeCamp (Mrs. Armstrog), Paula Raymond (Franny Wells), Lester Matthews (Larkins), John Hart (Narbo)

## Gold Fever
- Prima televisiva: 4 maggio 1962
- Diretto da: Jean Yarbrough
- Scritto da: Robert Lees

### Trama
- Guest star: Curt Barrett (impiegato), Ted Stanhope (barista), Glen Gordon (Mr. Clark), Charles Tannen (Nelson), Victor Jory (Hosea Brewer), Karen Sharpe Kramer (Jessica Brewer), Marion Ross (Pricilla Brewer), Davey Davison (Meg Brewer), Adam Williams (Hank Cale), Quintin Sondergaard (Morse), Logan Field (Les), Ron Brogan (uomo)

## The Devil and the Deep Blue
- Prima televisiva: 11 maggio 1962
- Diretto da: George Templeton
- Scritto da: Louis Vittes

### Trama
- Guest star: George Hickman (Sexton), Len Hendry (dottor Miller), Guy Cain (Mc Gann), Larry Kent Litton (mandriano), Ted de Corsia (Ben Wade), John Pickard (sceriffo), Harry Lauter (Reagan), John Erwin (Teddy), John Hart (Narbo), Coleen Gray (Helen Wade), Tod Andrews (Holt), Bob Swimmer (barista)

## Abilene
- Prima televisiva: 18 maggio 1962
- Diretto da: Anton Leader
- Scritto da: Elliott Arnold, Charles Larson

### Trama
- Guest star: Guy Teague (ragazzo), Kent Hays (Hays), William R. Thompkins (Toothless), Stacy Graham (Molly), John Pickard (sceriffo), John Erwin (Teddy), John Hart (Narbo), John Cole (Bailey), Audrey Totter (Vada Nordquist), Ken Lynch (Grenfell), Jim Secrest (Huggins), Bing Russell (Jack Harris), Richard Collier (Dooley), Dick Winslow (Clark), E. J. Andre (dottore)